# Daniela Camacho
Daniela Camacho (Sinaloa, 1980) es una poeta y traductora mexicana. Ganadora del Premio de Poesía Joaquín Xirau Icaza, distinción otorgada por El Colegio de México. Actualmente dirige La68, centro cultural ubicado en Mérida, Yucatán, México.

## Biografía
Nació en Culiacán, Sinaloa, México. 
Estudió Ingeniería Industrial en el Instituto Tecnológico y de Estudios Superiores de Monterrey y realizó una Maestría en Letras Latinoamericanas en la Universidad Nacional Autónoma de México. Fue fundadora y formó parte del consejo de redacción de la revista El Puro Cuento. En 2018 recibió el Premio de Poesía Joaquín Xirau Icaza por su poemario Experiencia Butoh, editado por Amargord en España y Cosmorama Edições en Portugal.
Ha vivido en Tokio, Lausana, El Cairo y actualmente reside en Mérida, Yucatán, México.

### Obras

#### Poesía
- 2007 En la punta de la lengua
- 2008 Aire sería
- 2008 Plegarias para insomnes
- 2012 Pasaporte
- 2017 Experiencia Butoh

#### Libros de artista en colaboración
- 2014 Carcinoma (junto al artista visual Christian Becerra)
- 2014 Híkuri (junto al artista visual Christian Becerra)